# Niccolò Cabeo
Niccolò Cabeo (Ferrara, 26 de fevereiro de 1586 — Gênova, 30 de junho de 1650), também conhecido como Nicolaus Cabeus, foi um filósofo, teólogo, engenheiro, matemático e físico jesuíta italiano .

## Biografia

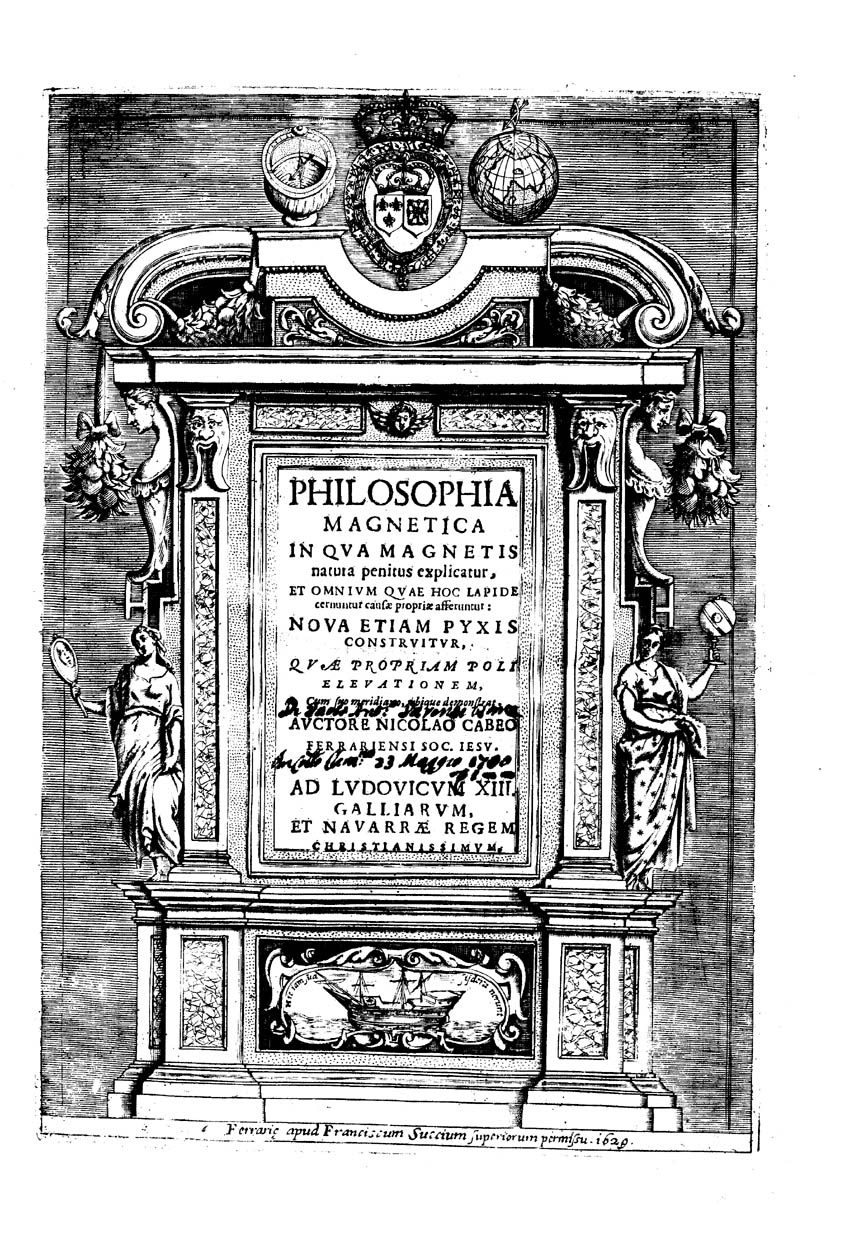
Philosophia magnetica, 1629

Nasceu em Ferrara em 1586 e estudou no colégio jesuíta de Parma a partir de 1602. Ele passou os dois anos seguintes em Pádua e passou os anos de 1606 – 07 estudando em Piacenza antes de completar três anos (1607 – 10) de estudos de filosofia em Parma. Cabeo passou mais quatro anos (1612 – 1616) estudando teologia em Parma e mais um ano de aprendizado em Mântua. Ele então ensinou teologia e matemática em Parma, depois em 1622 ele se tornou um pregador. Por um tempo, recebeu o patrocínio dos duques de Mântua e do Este em Ferrara. Durante esse período, ele esteve envolvido em projetos hidráulicos . Mais tarde, ele voltaria a ensinar matemática novamente em Gênova, a cidade onde morreria em 1650.
Cabeo é conhecido por suas contribuições para experimentos e observações de Física . Ele observou os experimentos de Giovanni Battista Baliani com relação à queda de objetos e escreveu sobre esses experimentos observando que dois objetos diferentes caem na mesma quantidade de tempo, independentemente do meio. Ele também realizou experimentos com pêndulos e observou que um corpo eletricamente carregado pode atrair objetos não eletrificados. Ele também observou que dois objetos carregados se repeliram.
Suas observações foram publicadas nos trabalhos, Philosophia magnetica (1629) e In quatuor libros meteorologicorum Aristotelis commentaria (1646). O primeiro desses trabalhos examinou a causa do magnetismo do planeta Terra e foi dedicado a um estudo do trabalho de William Gilbert . Cabeo considerava a Terra imóvel e, portanto, não aceitava seu movimento como a causa do campo magnético . Cabeo descreveu a atração elétrica em termos de eflúvios elétricos, liberados esfregando certos materiais. Esses eflúvios empurraram o ar circundante, deslocando-o. Quando o ar retornou à sua localização original, ele carregava corpos de luz junto com ele, fazendo-os se mover em direção ao material atraente. Tanto a Accademia del Cimento quanto Robert Boyle realizaram experimentos com aspiradores na tentativa de confirmar ou refutar as ideias de Cabeo.
A segunda publicação de Cabeo foi um comentário sobre a meteorologia de Aristóteles . Neste trabalho, ele examinou cuidadosamente várias ideias propostas por Galileu Galilei, incluindo o movimento da Terra e a lei dos corpos em queda. Cabeo se opôs às teorias de Galileu. Cabeo também discutiu a teoria do fluxo de água proposta pelo aluno de Galileu, Benedetto Castelli . Ele e Castelli estavam envolvidos em uma disputa no norte da Itália sobre o redirecionamento do rio Reno . O povo de Ferrara estava de um lado da disputa e Cabeo era seu advogado. Castelli era a favor do outro lado da disputa e atuava como agente do papa, Urbano VIII . Cabeo também discutiu algumas idéias sobre alquimia neste livro.
A cratera Cabeus na Lua recebeu o nome dele. O projeto LCROSS descobriu evidências de água na cratera de Cabeus em outubro de 2009.